# فرانك ليتل
فرانك ليتل (بالإنجليزية: Frank Little)‏ هو مغني أوبرا ومغني أمريكي، ولد في 22 مارس 1939، وتوفي في 22 فبراير 2006.